# Віверові
Віверові (Viverridae) — родина хижих ссавців з підряду котовидих (Felimorpha), яка містить 14 родів і 36 видів. Віверові мешкають у тропіках Старого Світу, найбільше їх у Африці, Мадагаскарі та на Піренейському півострові. Представники родини живуть у лісистих місцевостях, саванах, горах.

## Загальний опис
Як правило, віверові — це невеликі стрункі тварини з короткими ногами і довгим хвостом, що живуть на деревах. Своїм виглядом багато віверових нагадують куницевих або котових. Довжина тіла варіює від 30 до 98 см, хвоста — 12–90 см, маса від 1 до 15 кг. Тулуб витягнутий, мускулистий і гнучкий. Довжина хвоста у багатьох видів дорівнює довжині тіла. У бінтуронгів хвіст хапальний. Шия середньої довжини, голова невелика з подовженою, загостреною мордочкою. Вуха невисокі і широко розставлені. Очі досить великі. Кінцівки п'ятипалі, пальцеходячі або стопоходячі.
Волосяний покрив низький, досить грубий. Переважає буре забарвлення зі строкатими візерунками, що складаються зі смуг і плям. Хвіст часто має кільчастий малюнок. У деяких видів (цівета, вівера, цівета мала) є особливі залози, розташовані в анальній області та виділяють пахучий секрет — мускус. Зубна формула: 3/3, 1/1, 3–4/3–4, 1–2/1–2 = 32–40.

## Спосіб життя та харчування

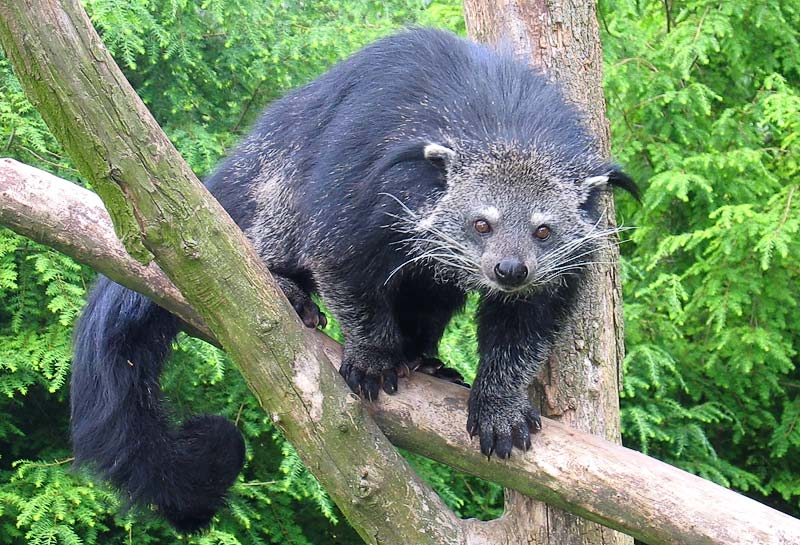
Бінтуронг в зоопарку Оверлун, Нідерланди

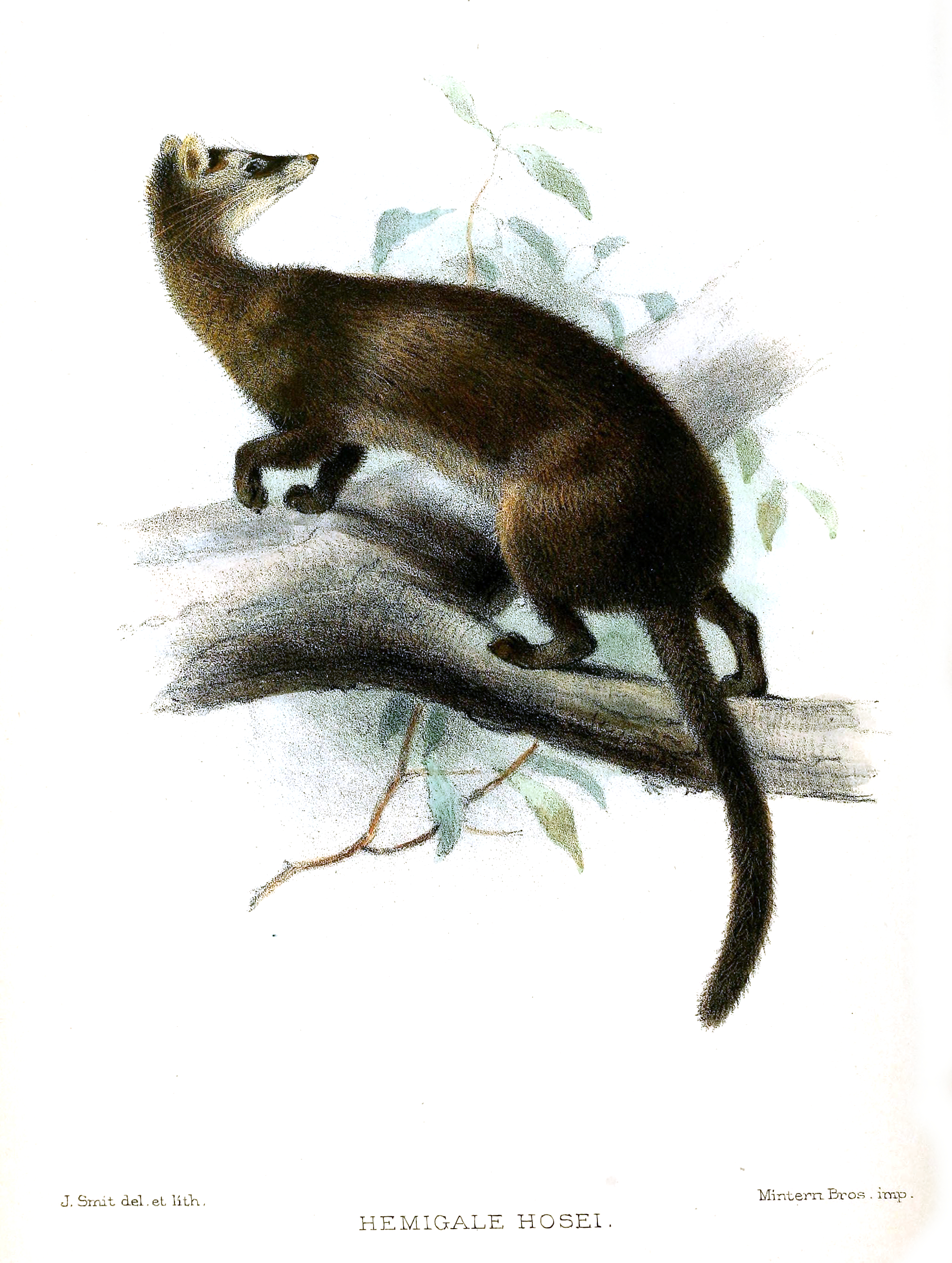
Diplogale hosei, ілюстрація

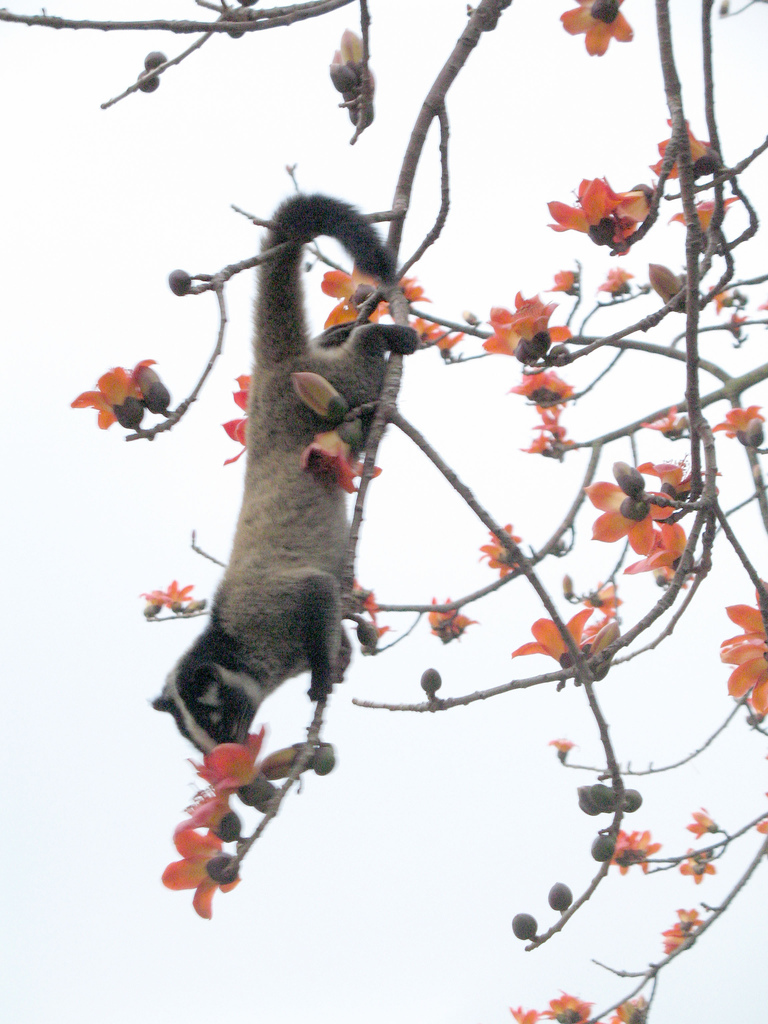
Мусанг (Paradoxurus)

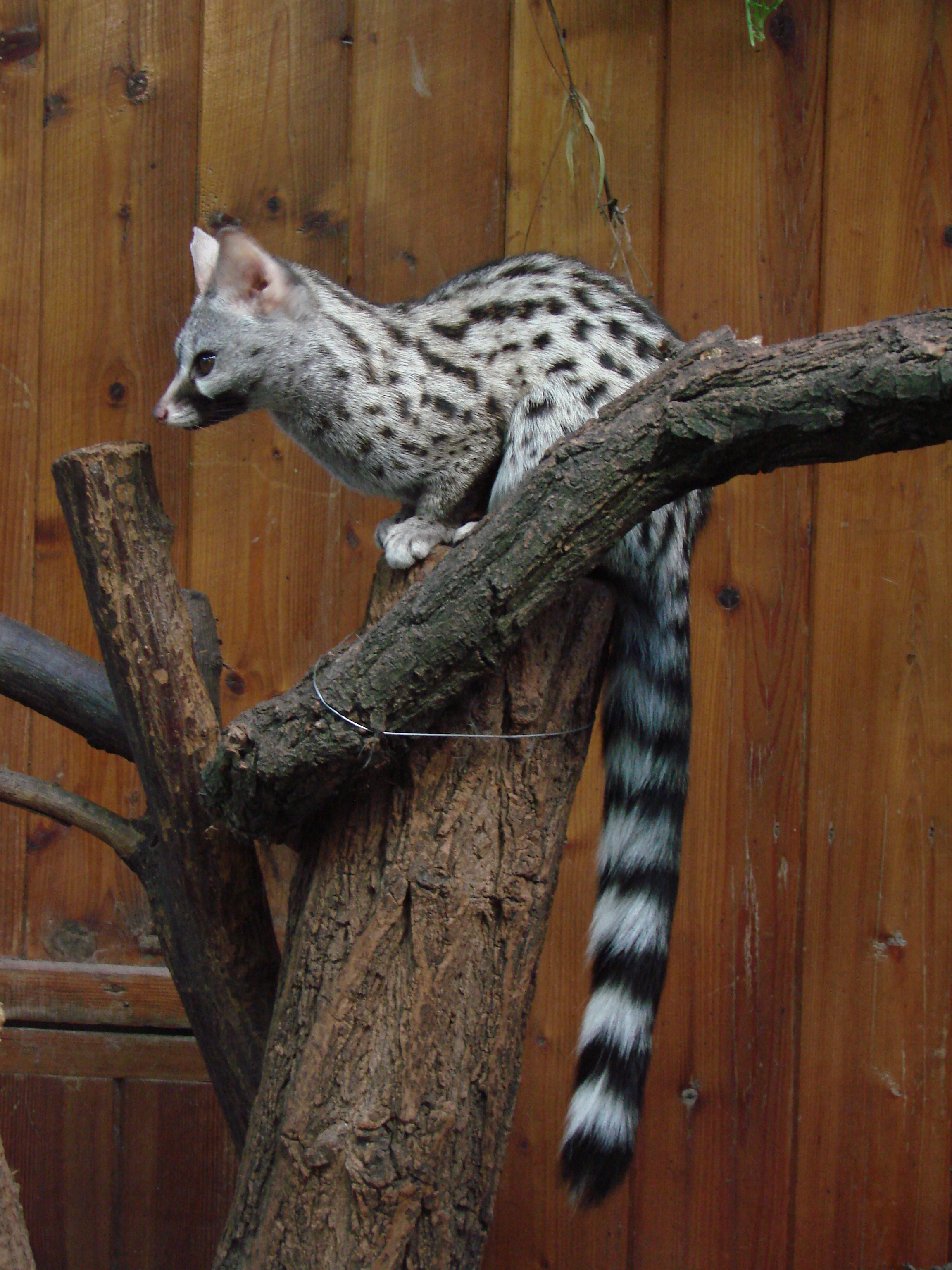
Генета (Genetta)

Зустрічаються переважно в лісах, заростях чагарнику і високої трави. Активні вночі, вдень ховаються в дуплах дерев, печерах, рідше в норах, звичайно займаючи чужі. Деякі живуть в будівлях людини. Зустрічаються поодинці або парами. Найкраще з усіх хижих лазять по деревах, деякі види проводять на них більшу частину свого життя. Представники виду цівета видрова — напівводні. За типом харчування більшість віверових всеїдні. В їх раціоні присутня як тваринна так і рослинна їжа: різні дрібні хребетні і безхребетні (черв'яки, ракоподібні, молюски), плоди, горіхи, цибулини. Деякі види поїдають падло. Органи чуття добре розвинені.
У цілому, біологія та екологія окремих видів вивчені слабко.

## Розмноження
У більшості видів сезонність у розмноженні відсутня. Вагітність триває 60–81 днів. У приплоді від 1 до 6 сліпих, але покритих шерстю дитинчат. У деяких видів на рік буває 2 вагітності. Тривалість життя у віверових — 5–15 років.

## Ареал
Віверові поширені в тропіках Старого Світу: у Південній Європі (Піренейський півострів), Африці, на Мадагаскарі, в Середземномор'ї і в Південній та Південно-Східної Азії, включаючи Індонезію та Філіппіни. Цівета гімалайська була акліматизована в Японії.

## Систематика

### Давні класифікації єнотів
З цією групою ссавців пов'язана назва «єнот», яка з часом поширилася на інші морфологічно близькі групи хижих ссавців, у тому числі з визнаних тепер окремими родин — Ракунові (Procyonidae) та Псові (Canidae).
За тлумачними словниками вихідним таксоном був вид Генета (Viverra genetta) (словник Даля  [Архівовано 16 лютого 2010 у Wayback Machine.]).
За словником Ушакова  [Архівовано 15 грудня 2011 у Wayback Machine.]: «Енот, енота, м. (новолатин. geneta).
- 1. Лесной пушной зверь с темножелтым мехом.
- 2. только ед. Выделанный мех этого зверя. воротник из енота.
- 3. только мн. Одежда, сшитая из такого меха (шуба, воротник; разг.). Господин в енотах. Достоевский».

Після переключення уваги дослідників з африканської фауни на американську розуміння обсягу «єнотів» (вівер) розширили. Африканських віверових (зокрема й типових «єнотів» роду Генета (Genetta), а також Бінтуронга (Arctictis binturong) та ін.) стали об'єднувати з американськими «єнотами» — ракунами, ракоїдами, носухами та ін. на підставі їхньої зовнішньої схожості в одну родину «єнотових» = «віверових». Тепер це лише історичний факт, і американських «єнотів» тепер розглядають як окрему родину — Ракунові (Procyonidae)  [Архівовано 21 травня 2011 у Wayback Machine.].
У сучасній українській мові назва «єнот», попри своє походження, застосовується лише до представників родів Procyon (рідше — до інших представників родини Procyonidae) та Nyctereutes, жоден з яких до родини віверових не належить.

### Сучасні класифікації
За монографією «Види ссавців світу», 2005  [Архівовано 21 травня 2011 у Wayback Machine.] родина включає 4 підродини, 15 родів, 35 видів. Згодом на основі філогенетичних експериментів, генетичного складу та морфогенетики було підтверджено чи переозначено види: Genetta felina, Paradoxurus musangus, Paradoxurus philippinensis:
- підродина Мусангові (Paradoxurinae)
  - рід Бінтуронг (Arctictis)
    - вид Бінтуронг (Arctictis binturong)

  - рід Дрібнозуба пальмова цівета (Arctogalidia)
    - вид Дрібнозуба пальмова цівета (Arctogalidia trivirgata)

  - рід Сулавеська пальмова цівета (Macrogalidia)
    - вид Сулавеська пальмова цівета (Macrogalidia musschenbroekii)

  - рід Цівета гімалайська (Paguma)
    - вид Цівета гімалайська (Paguma larvata)

  - рід Мусанг, або Пальмова циветта (Paradoxurus)
    - вид Paradoxurus hermaphroditus
    - вид Paradoxurus jerdoni
    - вид Paradoxurus musangus
    - вид Paradoxurus philippinensis
    - вид Paradoxurus zeylonensis
- підродина Ціветові (Hemigalinae)
  - рід Пальмова цивета Оустона (Chrotogale)
    - вид Пальмова цивета Оустона (Chrotogale owstoni)

  - рід Цівета видрова (Cynogale)
    - вид Цівета видрова (Cynogale bennettii)

  - рід Цівета Хосе (Diplogale)
    - вид Цівета Хосе (Diplogale hosei)

  - рід Цівета смугаста (Hemigalus)
    - вид Цівета смугаста (Hemigalus derbyanus)
- підродина Лінзангові (Prionodontinae)
  - рід Азійський лінзанг (Prionodon)
    - вид Лінзанг плямистий (Prionodon pardicolor)
    - вид Лінзанг смугастий (Prionodon linsang)
- підродина Віверові (Viverrinae)
  - рід Цівета (Civettictis)
    - вид Цівета африканська (Civettictis civetta)

  - рід Цівета мала (Viverricula)
    - вид Цівета мала (Viverricula indica)

  - рід Африканський лінзанг (Poiana)
    - вид Лінзанг Лейгтона (Poiana leightoni)
    - вид Лінзанг африканський (Poiana richardsonii)

  - рід Вівера (Viverra)
    - вид Вівера малабарська (Viverra civettina)
    - вид Вівера плямиста (Viverra megaspila)
    - вид Вівера малайська (Viverra tangalunga)
    - вид Вівера індійська (Viverra zibetha)

  - рід Генета (Genetta)
    - вид Генета абісинська (Genetta abyssinica)
    - вид Генета ангольська (Genetta angolensis)
    - вид Генета Боурлона (Genetta bourloni)
    - вид Генета гребінчаста (Genetta cristata)
    - вид Genetta felina
    - вид Генета звичайна (Genetta genetta)
    - вид Генета Джонстона (Genetta johnstoni)
    - вид Генета плямисто-руда (Genetta maculata)
    - вид Генета леопардова (Genetta pardina)
    - вид Генета водна (Genetta piscivora)
    - вид Генета королівська (Genetta poensis)
    - вид Генета сервалова (Genetta servalina)
    - вид Генета Хауса (Genetta thierryi)
    - вид Генета тигрова (Genetta tigrina)
    - вид Генета гігантська (Genetta victoriae)